# Veselíčko (okres Přerov)
Veselíčko (původně Veselí) je obec ležící v okrese Přerov. Žije zde 916 obyvatel. Jeho katastrální území má rozlohu 1317 ha (13,2 km²). Obec vznikla ze tří samostatných sídel Chylce, Vicínova a Veselice.

## Historie
První písemná zmínka o obci pochází z roku 1275.

## Obecní správa

### Části obce
- Veselíčko
- Tupec

## Pamětihodnosti
- Zámek rodu Podstatských-Lichtenstein z roku 1768 – dvoupatrová budova je obdélníkového půdorysu, náležel k ní bývalý hospodářský dvůr s chlévem, stodolou a obytnými přízemními domky. Zámek prošel v roce 2011 rekonstrukcí. V zámku se nachází Kaple sv. Františka Paulánského a patří k němu udržovaný zámecký park. V kapli jsou vzácné fresky, které však chátrají.[4][5]
- Kaple sv. Františka Serafinského – uprostřed návsi v Tupci, má pěkně upravený interiér a v době mariánských svátků v květnu se zde konají pobožnosti. Před kaplí stojí kamenný kříž, jejž pořídila obec Tupecká v roce 1860.[6]
- Kaple sv. Jana na Vicinově – pravděpodobně nejstarší ze tří kaplí ve Veselíčku (1707). Je v ní umístěna socha sv. Jana Nepomuckého a také se zde konávaly v květnu bohoslužby.
- Kaplička Panny Marie Lurdské – v lese za Lukavcem. Podle pověsti ji nechal z vděčnosti postavit otec jedné z hraběcích dcer, kterou na tomto místě přimáčkla kláda při kácení. Podle jiné verze se komtesa ukryla při mohutné bouři za vzrostlou jedlí.[7]
- Množství barokních soch u zámku i na jiných místech v obci: Socha sv. Josefa, Socha sv. Aloise, Socha sv. Antonína Paduánského, Socha sv. Floriána, Socha sv. Felixe, Socha Panny Marie Svatohostýnské, Socha Panny Marie Bolestné[8]
- Zvonička u hasičské zbrojnice – na vyvýšeném místě za požární zbrojnicí. Zvon zhotovila roku 1876 brněnská firma Webr, na jeho reliéfu stojí: sv. Jene a Maria orodujte za nás! Zvon se podařilo za druhé světové války ukrýt a zachránit. V roce 1970 zvonička opravena.[9]
- Chata Hubertka – V lese při cestě od sv. Antoníčka k dřinové aleji stávala soška sv. Huberta. Dnes zbyl jen dřevěný kůl a dřevěná bouda – chata sloužící nájemcům honitby k odpočinku při lovu.[10]
- Památník Napoleonských válek – nad vesnicí v lese u vojenského hřbitova. Žulový pomník postavený roku 1905 ke 100. výročí od napoleonských válek, kdy zámek Podstatských sloužil jako lazaret. Na něm vzadu stojí: „Chrabrým vojínům rakouským a ruským ve zdejším zámku za válečných 1805, 1809 a 1812 zesnulým, poslední tuto odpočinek dopřán“.[11]
- Pomník obětem světových válek – Před obecním úřadem stojí pomník z roku 1964 na památku občanů, kteří padli za první i druhé světové války.[12]

## Galerie

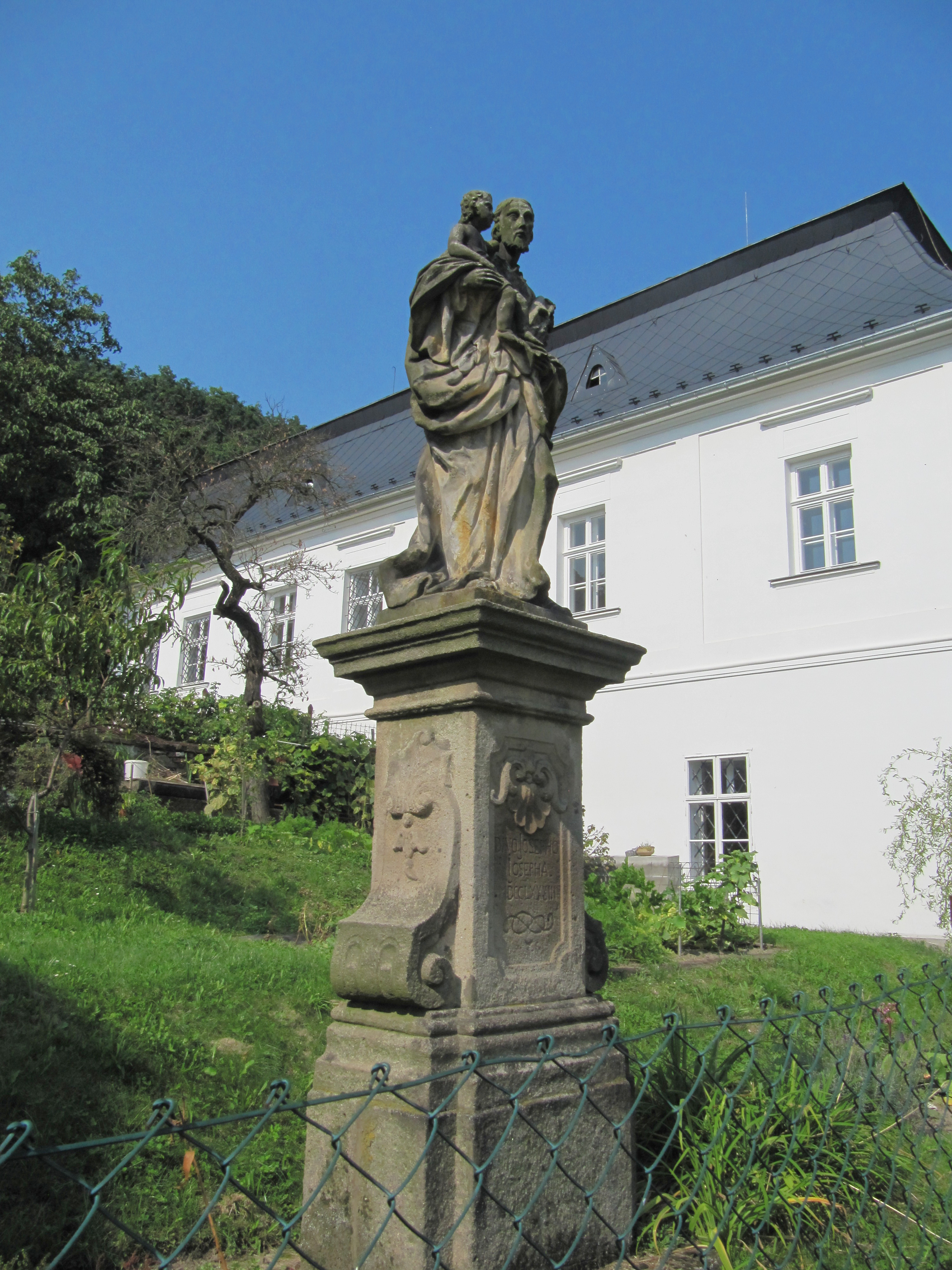
Socha sv. Josefa u zámku
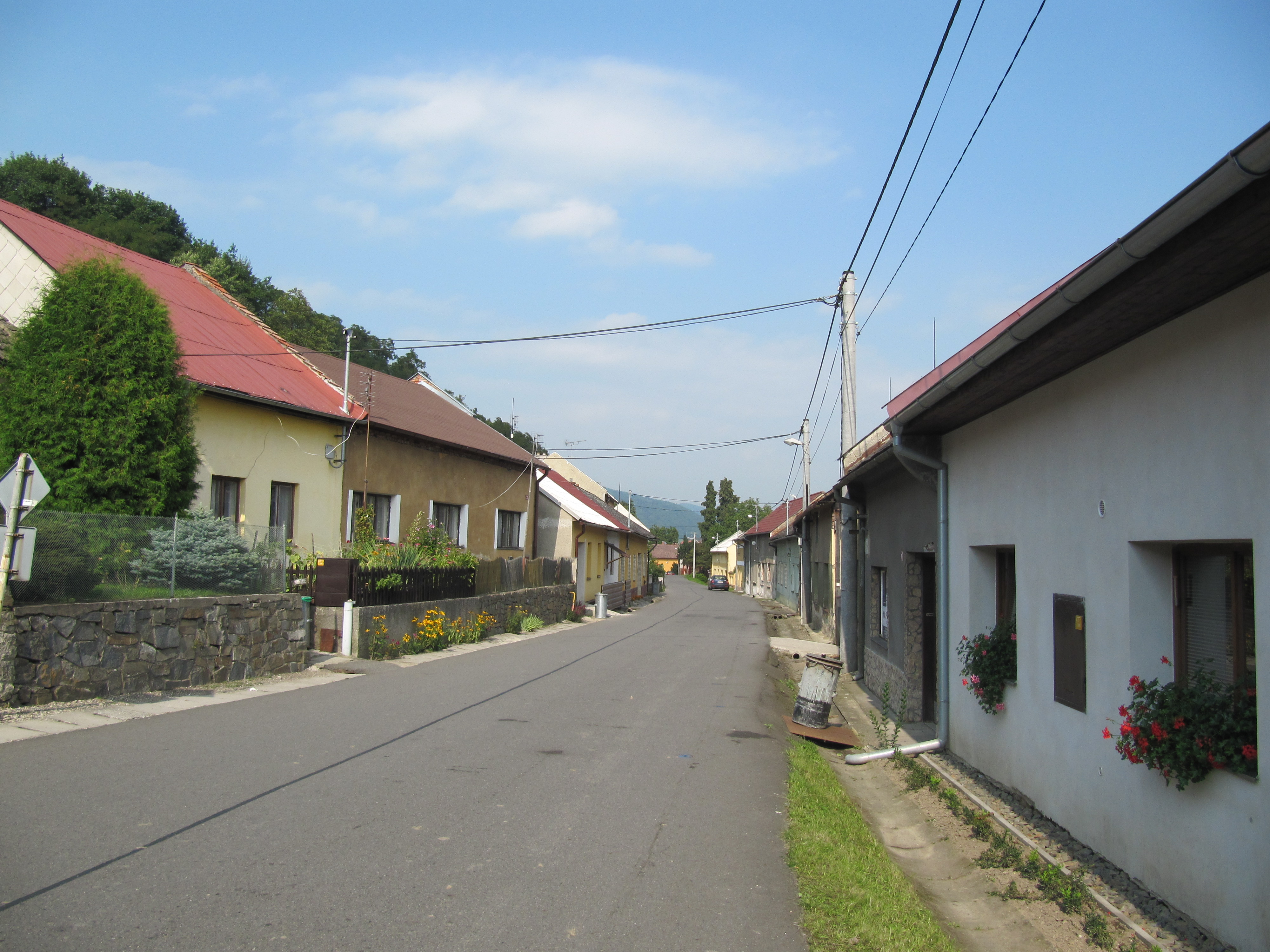
Hlavní ulice
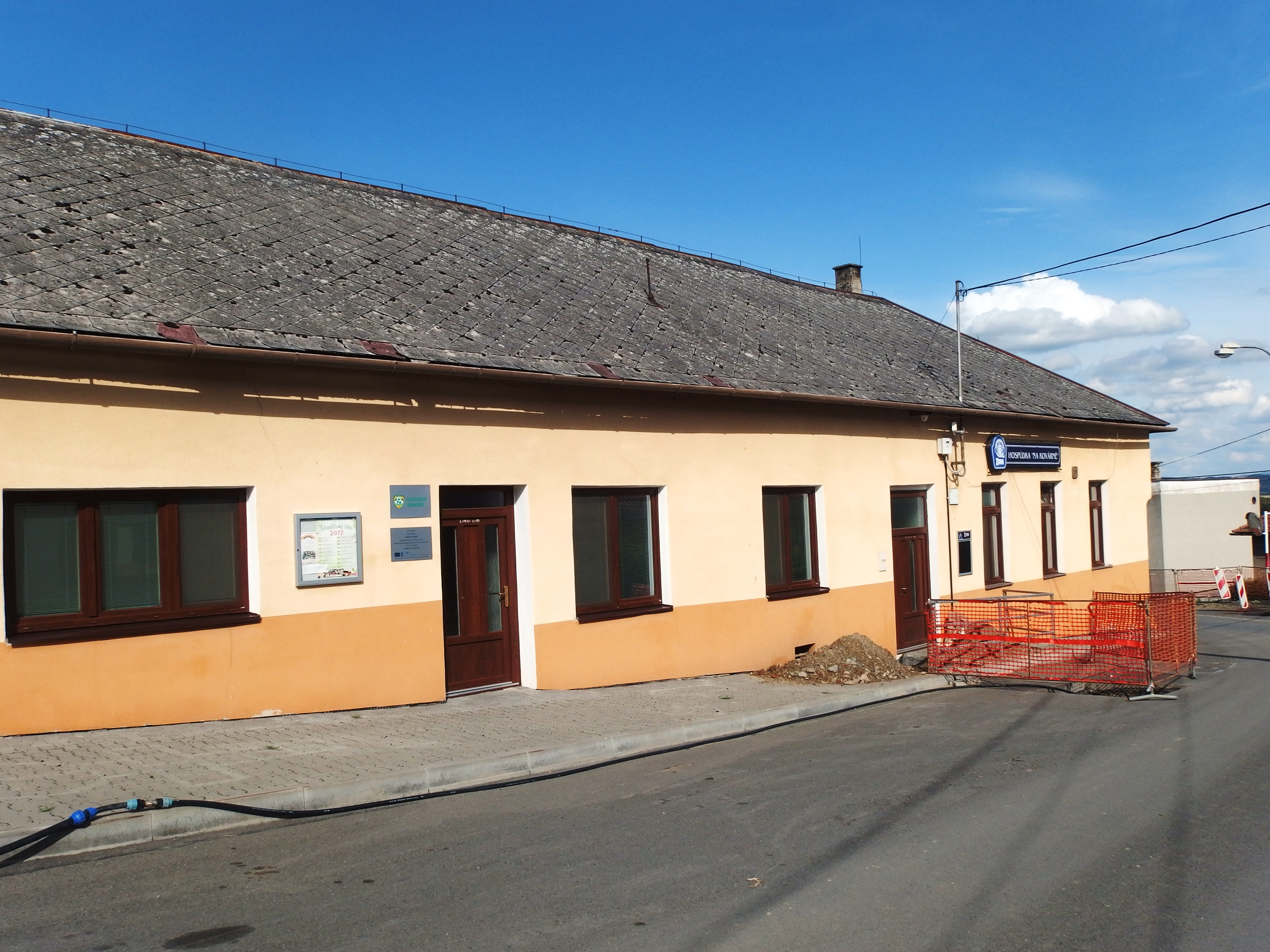
Muzeum Záhoří
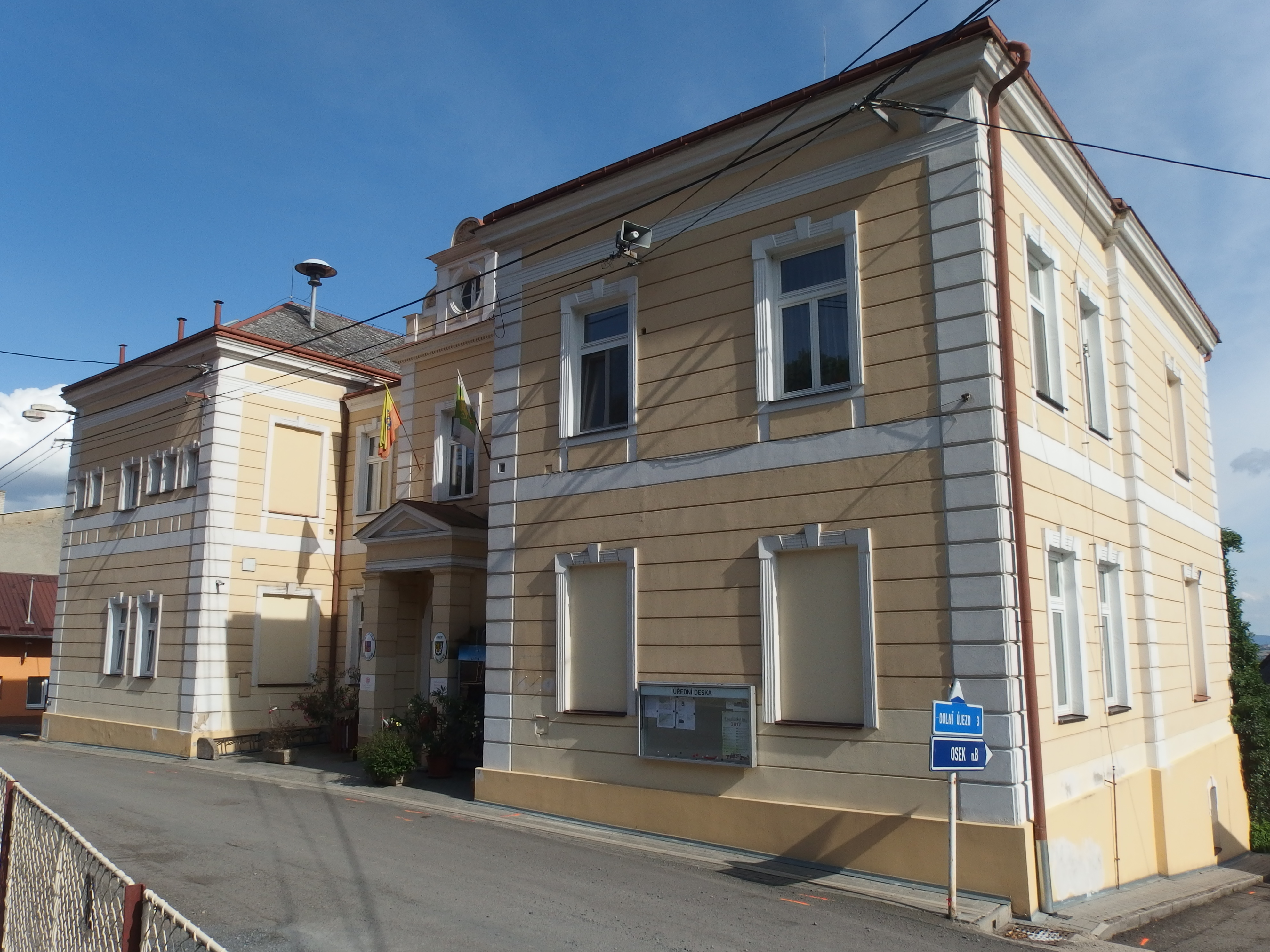
Obecní úřad
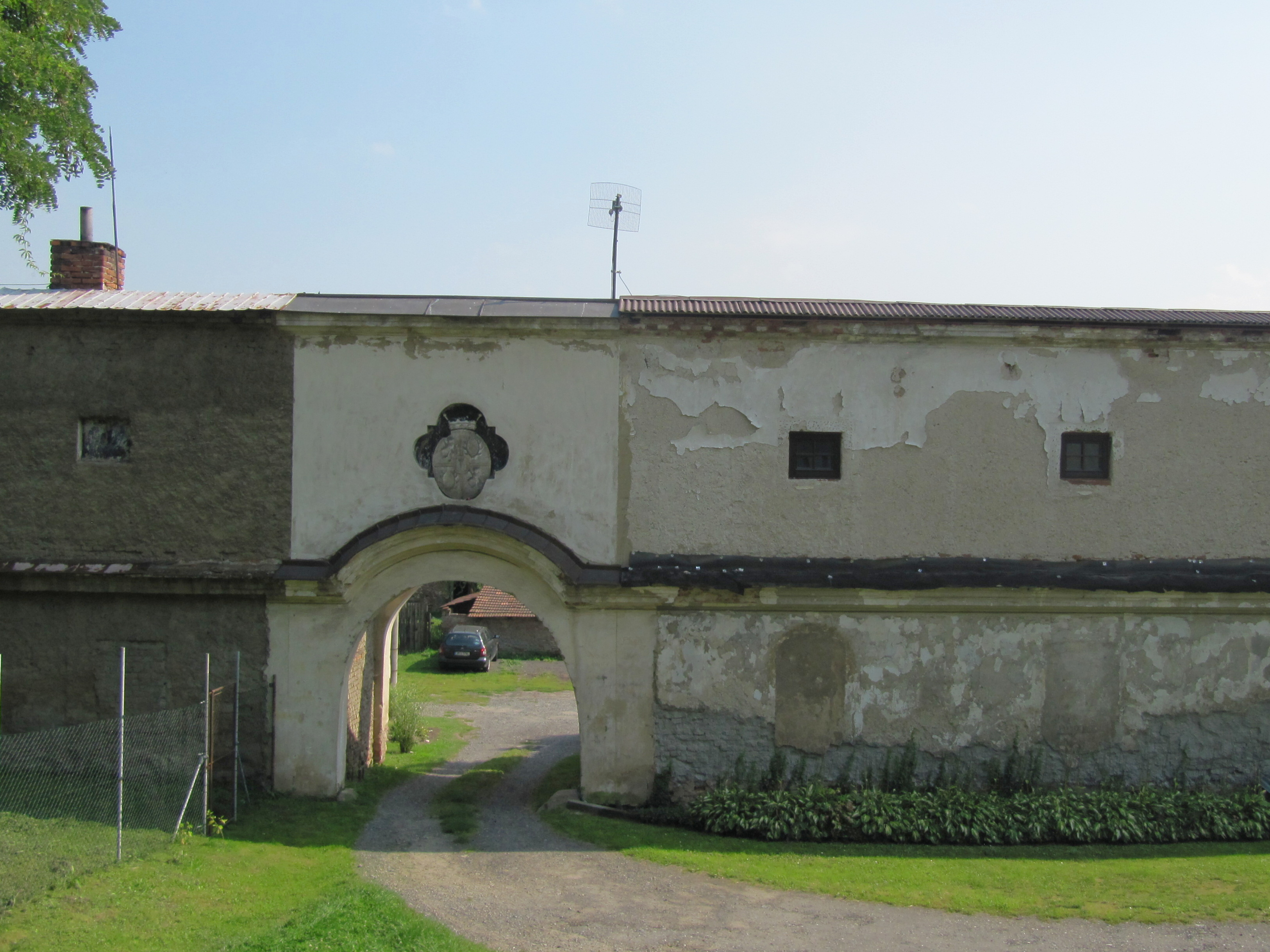
Brána u zámku